# 叶什江寺
叶什江寺，位于中国青海省同仁市兰采乡，为青海省市县级文物保护单位，公布日期为2001年6月18日，类型为古建筑。清雍正元年(1723年)罗卜藏丹津反清时，他便就避居在今黄南州同仁县年都乎乡的叶什江寺。
叶什江寺的历史年代为清。